# Jozef Gjura
Jozef Gjura (Scutari, 23 aprile 1994) è un attore albanese.

## Biografia
È nipote del pittore albanese naturalizzato italiano Lin Delija.  Inizia la sua formazione sui palcoscenici teatrali, diplomandosi alla scuola per attori del Teatro Stabile di Torino.
Ha recitato nei cortometraggi Io tra 20 anni, regia di Ivan Silvestrini, e Conseguenze, regia di Giulio Maria Cavallini.
Nel 2016 è protagonista di Raffaello - La divina bellezza, prodotto da Sky Arts Production Hub. Il suo esordio cinematografico avviene con Capri-Revolution di Mario Martone.
Nel 2020 è nel cast del film di Alice Filippi Sul più bello, nel ruolo di Jacopo. A settembre 2021 torna nelle sale con il sequel del film, Ancora più bello, diretto da Claudio Norza, in cui compare al fianco di Ludovica Francesconi, Giancarlo Commare, Gaja Masciale e Jenny De Nucci. Nel 2021 recita anche nel terzo capitolo del film Sempre più bello.

## Filmografia

### Cinema
- Capri-Revolution, regia di Mario Martone (2018)
- Sul più bello, regia di Alice Filippi (2020)
- Ancora più bello, regia di Claudio Norza (2021)
- Sempre più bello, regia di Claudio Norza (2021)
- L'uomo sulla strada, regia di Gianluca Mangiasciutti (2022)
- Lo sposo indeciso che non poteva o forse non voleva più uscire dal bagno, regia di Giorgio Amato (2023)

### Televisione
- Raffaello - La divina bellezza - serie TV (2016)
- Per Elisa - Il caso Claps, regia di Marco Pontecorvo - miniserie TV, 1 puntata (2023)
- Il Gattopardo – miniserie TV, 4 episodi (2025)

### Cortometraggi
- Io tra 20 anni, regia di Ivan Silvestrini (2015) - serie web, 3° episodio "Ti fidi di me?"
- Conseguenze, regia di Giulio Maria Cavallini (2017)

## Teatro
- In casa con Claude di René Daniel Dubois regia Alessandro Castigliano[25] 2015
- La donna serpente di Carlo Gozzi, regia Valter Malosti[26] 2016
- Romei & Giuliette da William Shakespeare, regia Giulia Odetto 2016
- Il misantropo di Valter Malosti[27] 2017
- Tango Glaciale Realoded di Mario Martone, riadattamento di Raffaele di Florio e Anna Redi[28] 2018
- Il gabbiano di Anton Checov regia Licia Lanera[29][30] 2019
- Jezabel di Irene Nemirowlsy regia Paolo Valerio[31] 2020
- Romeo e Giulietta di William Shakespeare, regia Mario Martone 2023